# گیرود (آلمان)
گیرود (به آلمانی: Girod) یک شهر در آلمان است که در وستروالدکرایس واقع شده‌است.